# Tim, Mexiko
Tim är en ort i Mexiko.   Den ligger i kommunen Chilón och delstaten Chiapas, i den sydöstra delen av landet, 800 km öster om huvudstaden Mexico City. Tim ligger 1 098 meter över havet och antalet invånare är 343.
Terrängen runt Tim är kuperad åt sydost, men åt nordväst är den bergig. Runt Tim är det ganska tätbefolkat, med 54 invånare per kvadratkilometer. Närmaste större samhälle är Yajalón, 15,9 km väster om Tim. I omgivningarna runt Tim växer i huvudsak städsegrön lövskog.